# Priezžaja
Priezžaja (Приезжая) è un film del 1977 diretto da Valerij Jakovlevič Lonskoj.

## Trama
Il film racconta l'amore del conducente del villaggio Fёdor per l'insegnante Marija, che, insieme a sua figlia, visita il suo villaggio. Cominciano a vivere insieme. Tutto andava bene con loro, finché il suo ex marito non è arrivato nel villaggio.